# Strasti Orijenta (televizijska serija)
Strasti Orijenta (tur. Aşk-ı Memnu) turska je romantična dramska serija, snimana prema književnom predlošku, istoimenom romanu turskog pisca Halida Ziya Uşaklıgila. Radnja ove serije smještena je u Istanbulu u Turskoj.  U Hrvatskoj se premijerno prikazivala od 3. siječnja 2011. do 14. ožujka 2011. na Domi TV (ukupno 71 epizoda).

## Radnja
Bihter, prekrasna mlada djevojka prezire svoju majku Firdevs jer vara njenog oca s drugim muškarcem. On kad to sazna dobije infarkt i umire. Bihter joj se odluči osvetiti te zavodi muškarca Adnana, za kojeg se njezina majka želi udati i uda se za njega.
Adnan je puno stariji od nje. On također ima obitelj, kćer Nihal i sina, Bülenta. Ima i nećaka Behlüla. Behlül je zgodan muškarac, koji je ženskar, provodi noći u klubovima. Bihter ga odpočetka prezire jer joj je zaveo sestru i prekinuo s njom nakon nekog vremena, kao što radi i većini žena, slama im srca.
Priča zapravo počinje kada Bihter kao nova Adnanova žena dolazi živjeti u njihovu kuću, gdje živi i Behlül. Oni ubrzo započinju tajnu vezu punu laži, prevare i želje za osvetom.

## Uloge

### Glavni likovi
| Ime                     | Glumac/glumica  | Glumi sezone | Epizoda broj |
| ----------------------- | --------------- | ------------ | ------------ |
| Bihter Yöreoğlu Ziyagil | Beren Saat      | 1, 2         | 79           |
| Behlül Haznedar         | Kıvanç Tatlıtuğ | 1, 2         | 79           |
| Nihal Ziyagil           | Hazal Kaya      | 1, 2         | 79           |
| Firdevs Yöreoğlu        | Nebahat Çehre   | 1, 2         | 79           |
| Adnan Ziyagil           | Selçuk Yöntem   | 1, 2         | 79           |

### Sporednim likovima
| Ime                                   | Glumac/glumica     | Glumi sezone | Ponavljajući sezone | Epizoda broj |
| ------------------------------------- | ------------------ | ------------ | ------------------- | ------------ |
| Bülent Ziyagil                        | Batuhan Karacakaya | 1, 2         | —                   | 79           |
| Deniz Decourton (a.k.a. Mademoiselle) | Zerrin Tekindor    | 1, 2         | —                   | 79           |
| Peyker Yöreoğlu Önal                  | Nur Fettahoglu     | 1, 2         | —                   | 79           |
| Nihat Önal                            | İlker Kızmaz       | 1, 2         | —                   | 79           |
| Katya Melnikova                       | Ufuk Kaplan        | 1, 2         | —                   | 79           |
| Hilmi Önal                            | Recep Aktuğ        | 1, 2         | —                   | 79           |
| Aynur Önal                            | Zerrin Nişancı     | 1, 2         | —                   | 79           |
| Beşir Elçi                            | Baran Akbulut      | 1, 2         | —                   | 79           |
| Süleyman                              | Rana Cabbar        | 1, 2         | —                   | 75           |
| Şayeste                               | Fatma Karanfil     | 1, 2         | —                   | 79           |
| Nesrin                                | Evren Duyal        | 1, 2         | —                   | 79           |
| Cemile                                | Pelin Ermiş        | 1, 2         | —                   | 79           |
| Elif                                  | Eda Özerkan        | 1, 2         | —                   | 29           |
| Sevil                                 | Gülizar Irmak      | 1, 2         | —                   | 17           |
| Arsen Ziyagil                         | Gülsen Tuncer      | 1, 2         | —                   | 79           |
| Pelin                                 | Burcu Yasa         | 1, 2         | 1                   | 5            |
| Melih Yöreoğlu                        | Münir Akça         | 1            | 1                   | 2            |

## Vanjske poveznice
- Aşk-ı Memnu – Službena stranica  Arhivirana inačica izvorne stranice od 5. kolovoza 2015. (Wayback Machine)